# Großsteingrab Neu Mukran
Das Großsteingrab Neu Mukran war eine mögliche megalithische Grabanlage der jungsteinzeitlichen Trichterbecherkultur bei Neu Mukran, einem Ortsteil von Sassnitz im Landkreis Vorpommern-Rügen, Mecklenburg-Vorpommern. Es wurde im 19. Jahrhundert zerstört. Über das Grab selbst liegen keine näheren Angaben vor. Von hier stammen neun Klingen aus Feuerstein, die sich in der Sammlung des Museums für Vor- und Frühgeschichte in Berlin befinden.